# Bylanarasapura, Hosakote
Bylanarasapura là một làng thuộc tehsil Hosakote, huyện Bangalore Rural, bang Karnataka, Ấn Độ.